# Euchrysops katangae
Euchrysops katangae är en fjärilsart som beskrevs av Bethune-Baker 1923. Euchrysops katangae ingår i släktet Euchrysops och familjen juvelvingar. Inga underarter finns listade i Catalogue of Life.